# GK Dynamo Wolgograd
Der GK Dynamo Wolgograd (russisch Гандбольный клуб «Динамо» Волгоград, Gandbolny klub „Dynamo“ Wolgograd, „Handballclub Dynamo Wolgograd“) ist ein russischer Frauen-Handballverein aus Wolgograd.

## Geschichte
Der Club wurde 1972 gegründet.

## Erfolge
- Russischer Meister: 1993, 1995, 1996, 1999, 2000, 2001, 2009, 2010, 2011, 2012, 2013, 2014
- Sieger im EHF-Pokal: 2008
- Sieger im Euro-City-Cup: 1995